# Tälgslättån
Tälgslättån är ett biflöde till Luckstaån. Tälgslättån mynnar i Vikarn en del av Ljungans avrinningsområde i Sundsvalls kommun Västernorrlands län.